# Плави сомот
Плави сомот (енгл. Blue Velvet) је амерички филм из 1986. године који је написао и режирао Дејвид Линч. Филм се састоји од елемената филм ноара и надреализма, а у главним улогама се појављују Кајл Маклаклан, Изабела Роселини, Денис Хопер и Лора Дерн. Наслов је узет из истоимене песме аутора Бобија Винтона из 1963. године. Иако га у почетку познати критичари нису волели, филм данас ужива култни статус, а свом редитељу је донео другу номинацију за престижну награду Оскар у категорији најбољег редитеља. Као резултат редитељеве жеље за одређеним глумцима, Плави сомот је такође познат и по томе што је спасио каријеру Дениса Хопера те избацио у орбиту глумицу Изабелу Роселини која је до тада била позната углавном као модел и промотерка козметичке компаније.

## Радња филма
Прича о мрачној страни људске природе, смештена у америчку провинцију, испод чије површине се крију садомазохистичко насиље, корупција, наркоманија и злочини.
Млади Џефри Бомон враћа се у родни градић после очеве смрти. Шетајући пољем, у близини своје куће проналази одсечено људско уво.
Полиција истражује случај, али нестрпљиви и радознали Џефри, уз помоћ кћерке шефа станице, плавокосе Сенди, покушава да, на своју руку, истера мистерију на чистац.
Да би у томе успео, мораће да зарони дубоко у непознату страну наизглед мирног градића и упозна најмрачније кутке људске психе.
Први трагови га воде до Дороти, барске певачице, а кад га једном приликом она ухвати у свом стану, бива увучен у вртлог ситуација из којих се више не може извући. Дороти је у бизарној вези са Френком, оличењем зла.

## Улоге
| Глумац           | Улога                 |
| ---------------- | --------------------- |
| Кајл Маклаклан   | Џефри Бомон           |
| Изабела Роселини | Дороти                |
| Денис Хопер      | Френк                 |
| Лора Дерн        | Сенди                 |
| Дин Стоквел      | Бен                   |
| Џорџ Дикерсон    | детектив Џон Вилијамс |
| Хоуп Ленг        | госпођа Вилијамс      |
| Бред Дуриф       | Рејмонд               |
| Присила Поинтер  | госпођа Бомон         |